# Dance, Dance
Dance, Dance – drugi singel z albumu From Under the Cork Tree amerykańskiego zespołu Fall Out Boy.

## Lista utworów

### CD
1. "Dance, Dance" - 3:00
2. "It's Not a Side Effect of the Cocaine, I am Thinking It Must Be Love" - 2:11

### 7"
1. "Dance, Dance" - 3:00
2. Sugar, We’re Goin’ Down (Zane Lowe Session - London 2006" - 3:49

### DVD
1. "Dance, Dance" - 3:00
2. "A Little Less Sixteen Candles, a Little More „Touch Me”" - 2:49

## W kulturze
Utwór "Dance, Dance" został umieszczony w soundtracku filmu American Pie: Księga miłości z 2009 roku i w grze "Burnout: Revenge" z 2005 roku.